# Charles Cressent
Charles Cressent fue un ebanista escultor francés, nacido el año 1685 en Amiens y fallecido el año 1768. Fue uno de los principales exponentes del mobiliario barroco junto a André-Charles Boulle, Antoine Gaudreaux, Pierre Migeon y Jean-François Oeben.

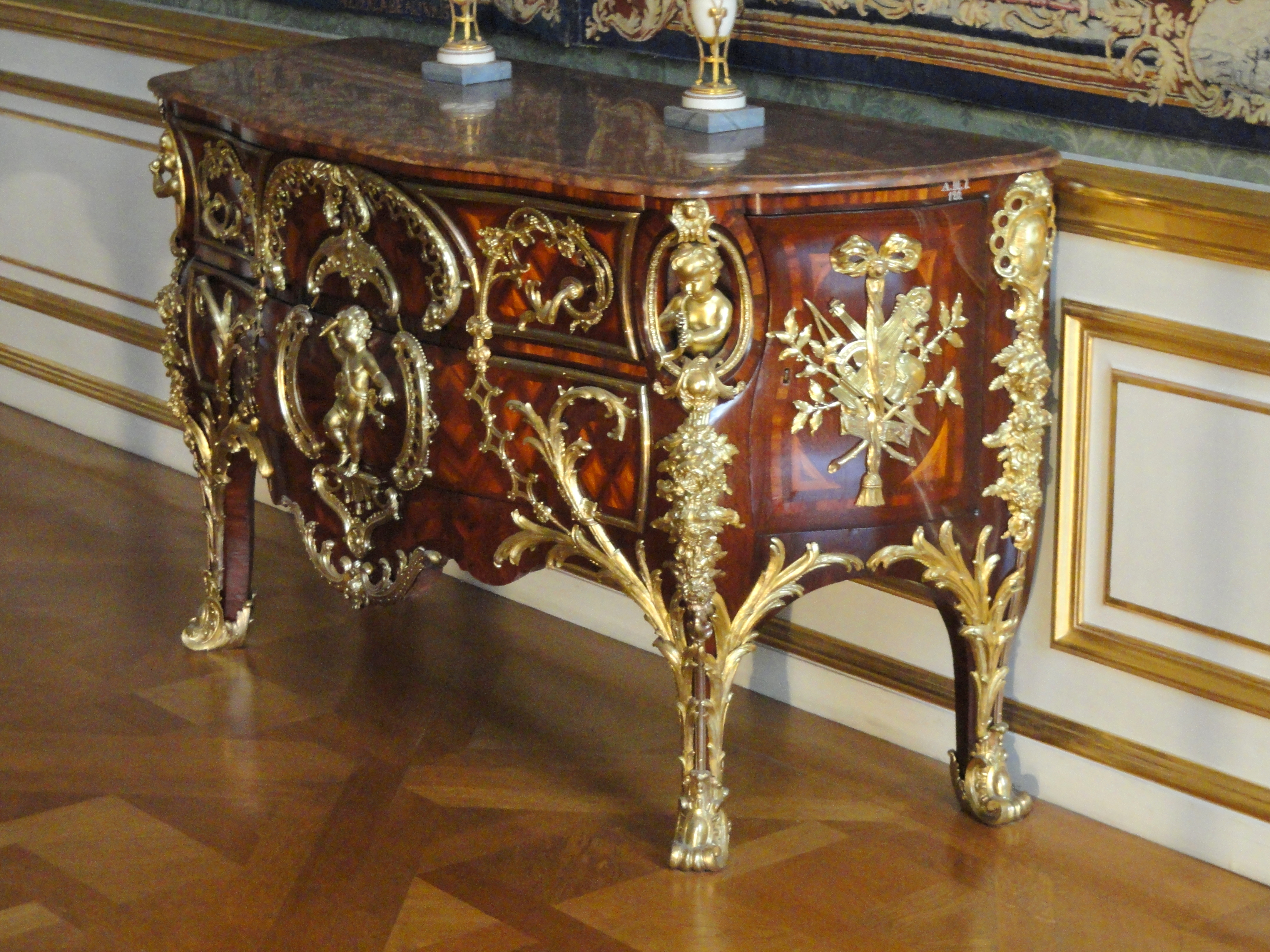
Commode - Charles Cressent - Residencia de Múnich (Múnich)